# Rosa "Molineux"
"Molineux" ("AUSmol" és el nom de l'obtenció registrada) és una cultivar de rosa que aconseguit al Regne Unit el 1994 pel rosalista britànic David Austin.

## Descripció
"Molineux" és una rosa moderna cultivar del grup "Col·lecció de Roses Angleses".
Prové de l'encreuament de "Graham Thomas" i planter.
Les formes arbustives del cultivar tenen un port que fa més de 60 a 90 cm d'alt. Les tiges sense espines (o gairebé). Les fulles són de color verd fosc mat de grandària mitjana, fullatge coriaci, amb 5 folíols.
Els capolls són punxeguts, ovoides, arredonits. Les seues delicades flors són de color groc profund, de fragància lleu, encara que les opinions en varien. La flor té de 110 a 120 pètals. El diàmetre mitjà n'és de 2,75. Rosa mitjana, molt completa (41 + pètals), en petits grups, i forma una floració roseta a l'antiga.
Floreix de manera prolífica, en onades al llarg de la temporada.

## Origen
Fou creada al Regne Unit pel prolífic rosalista britànic David Austin el 1994. "Molineux" és una rosa híbrida amb ascendents parentals d'encreuament de "Graham Thomas" i planter.
David Austin l'enregistrà com a "AUSmol" al 1994 i se li donà el nom comercial d'exhibició "Molineux"™.
- La rosa "Molineux" s'introduí en la Unió Europea amb la patent "European Union, núm. 337" al 1996.[1]
- Fou introduïda als Estats Units amb la patent "United States" al 1996.[1]
- I a Austràlia amb la patent "Austràlia - Application Núm. 1998/083" al 1998.[1]

El nom Molineux es deu a l'equip de futbol favorit de David Austin.

## Premis i guardons
- Award of Garden Merit (RHS/RNRS). Royal Horticultural Society Xou. 2001
- Bronze Medal. Australian National Rose Trials. 1999
- Gold Medal. Glasgow Rose Trials. 1999[1]
- Gold Medal, the President's Trophy. Best New Rose of the Year.
- Henry Edland Medal. Best Scented Rose. Royal National Rose Society Trials

## Cultiu
Encara que les plantes no solen tenir malalties, és possible que sofreixin de Diplocarpon rosae en climes més humits o en situacions on la circulació d'aire és limitada. Es desenvolupen millor a ple sol. A l'Amèrica del Nord es poden conrear la zona climàtica de resistència. Se n'ha generalitzat el cultiu arreu del món.
Es pot plantar en jardí, en tanques o en un test com a planta de pati. Vigorosa, en l'esporgada de primavera convé retirar-ne les canyes velles i fusta morta o malalta i retallar les canyes que s'encreuen. En climes més càlids, cal retallar les canyes que resten en un terç. A les zones més fredes, probablement caldria esporgar-la més. Li cal protecció contra les gelades hivernals.

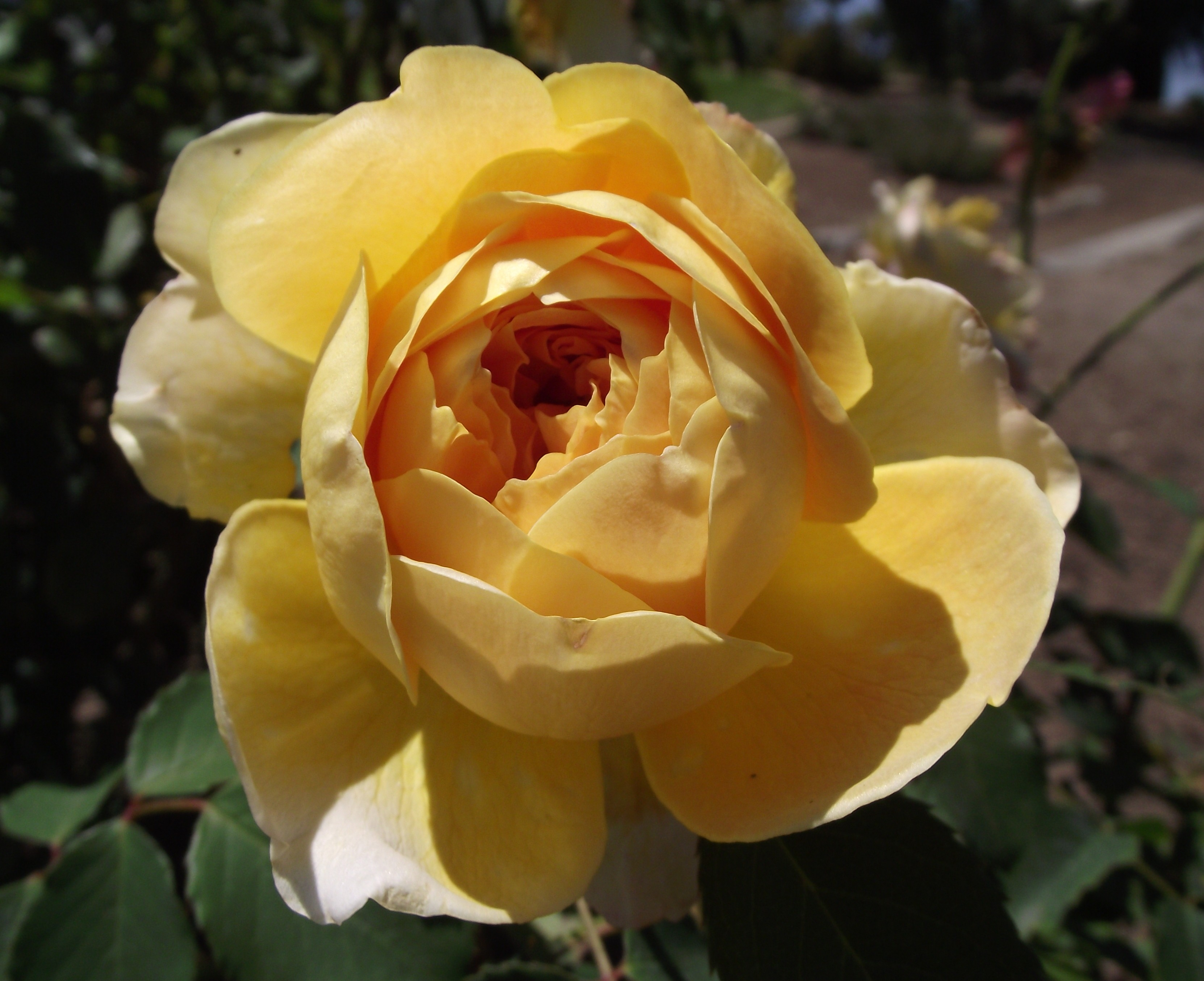
Rosa 'Molineux'
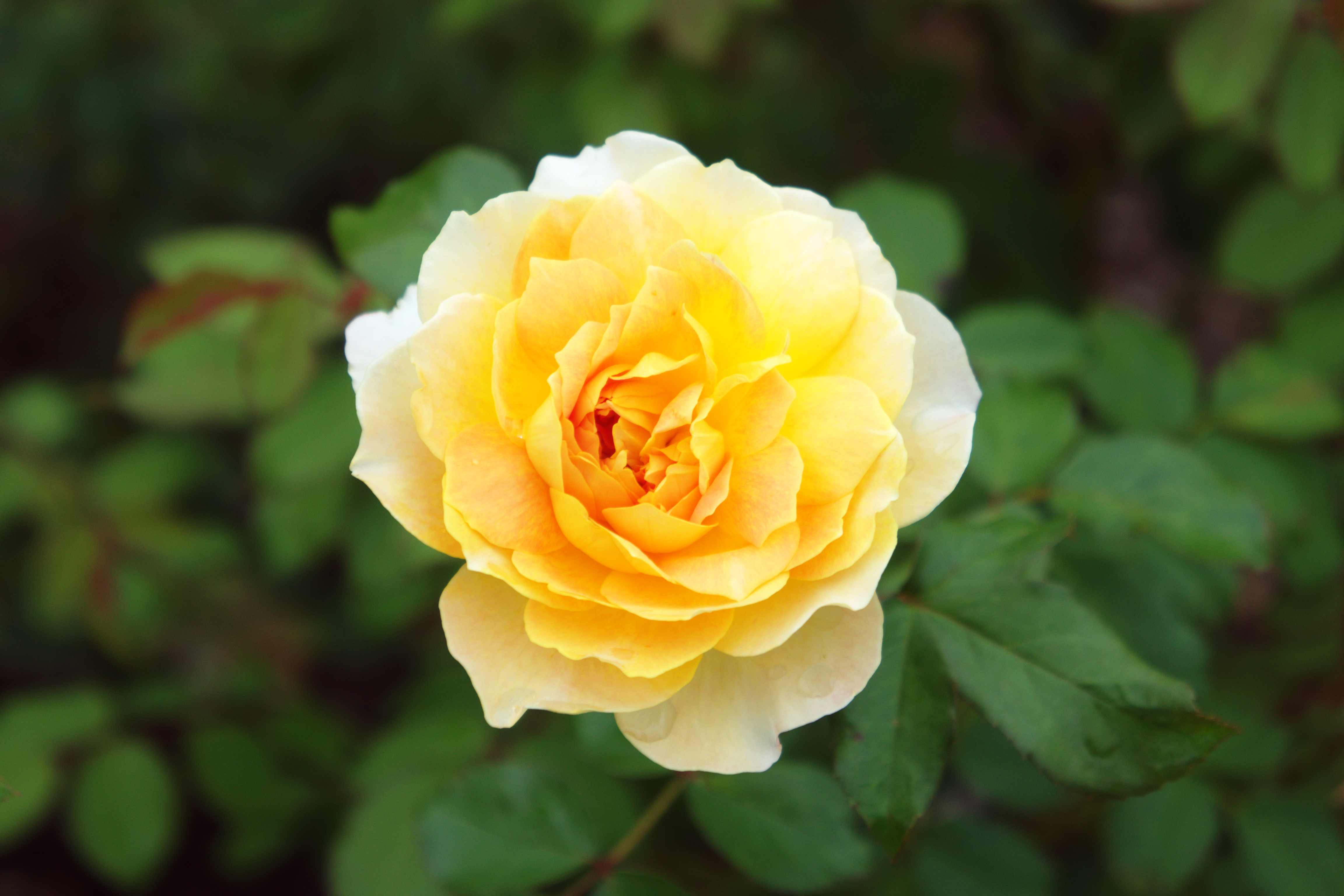
Rosa 'Molineux'